# Huelga del transporte de Nueva York de 1980
La huelga del transporte de Nueva York de 1980 (a menudo mencionada como la huelga del Metro) fue el primer paro de funciones en la Autoridad de Tránsito de la Ciudad de Nueva York (una subsidiaria de la MTA de Nueva York) desde 1966. 34.000 miembros de la Local 100 del Sindicato de Trabajadores del Transporte abandonaron sus labores el 1 de abril de 1980, en una huelga con el fin de aumentar los sueldos de los trabajadores contratados. Todos los servicios de metro y autobuses en Nueva York estuvieron suspendidos durante once días, durante los cuales la ciudad perdió aproximadamente 2 millones de dólares por día en impuestos y otro millón por día en pagos de horas extra para los empleados municipales. Las empresas del sector privado perdieron aproximadamente 100 millones de dólares por día, y el ausentismo laboral se estimó entre el 15 y 20 por ciento. La huelga fue resuelta el 11 de abril, con el sindicato ganando un aumento de 9% en el primer año y de 8% en el segundo año, junto con un ajuste del coste de la vida.

## Historia
El contrato de los trabajadores del transporte público debía ser renovado en abril de 1980. Las negociaciones se iniciaron el 4 de febrero, con el sindicato demandando un contrato de 21 meses con un aumento del sueldo en un 30%; ellos justificaban dicha petición señalando que el costo de la vida había aumentado un 53% desde la última negociación, y su contrato no contemplaba cambios en el costo de la vida. Las negociaciones fueron extremadamente confrontacionales. La MTA respondió el 31 de marzo con una propuesta de un contrato de 34 meses con un incremento de 3% en los salarios cada año. Las negociaciones fracasaron al inicio de la mañana siguiente.

## Respuestas a la huelga
En respuesta, la ciudad implementó planes drásticos para contener el tráfico urbano. La medida más significativa fue aplicar restricción vehicular, en la cual los automóviles no podían ingresar a Manhattan durante las horas de máxima congestión sin al menos tres pasajeros en su interior.
Se dice que la población de Manhattan se incrementó a 500.000 personas durante la huelga, principalmente debido a que numerosos empleados de empresas se hospedaron en hoteles céntricos. Los usuarios de bicicletas se incrementaron a 200.000 personas.
A pesar de que inicialmente no estuvo involucrado en la huelga, el alcalde Ed Koch se convirtió en una figura popular de los transeúntes. A menudo era visto cruzando a pie el Puente de Brooklyn junto con diversas personas. Él comúnmente señalaba que los transeúntes se detuvieran para tomar un martini después del trabajo con tal de despejar la congestión típica de las horas punta.

## Efectos
Luego de la huelga, la tarifa del metro subió de 50 a 60 centavos con tal de compensar las fuertes pérdidas sufridas por la MTA durante la huelga.
La Ley Taylor, aprobada después de la huelga de 1966, prohibía específicamente que cualquier sindicato público generara una huelga. Los trabajadores de 1980 fueron multados fuertemente por su paralización y el sindicato perdió algunos derechos durante cuatro meses, y no se realizaron nuevas medidas de presión hasta la huelga del transporte de Nueva York de 2005.